# تيكن 2 (فلم 2012)
تيكن 2 (بالإنجليزية: Taken 2) فيلم إصدار عام 2012 الفيلم من بطولة ليام نيسون وفامك جانسن ومن إخراج اوليفار ميجاتون.en.

## القصة
بعد أن نجح برايان (ليام نيسون) في قتل مختطف ابنته بالجزء الأول من فيلم [تيكن 1] تيكن (فيلم)، يقرر السفر إلى إسطنبول لقضاء أجازته برفقة زوجته وابنته، وهناك يفاجأ بوالد القتيل يخطفه هو وزوجته انتقاما وثأرا لابنه. وهو ما يدعو برايان الاستعانة بابنته من أجل مساعدته على الهرب وقتل الخاطف.

## فريق العمل
- ليام نيسون بدور برايان ميلز [4]
- فامك جانسن بدور لينوري
- ماجي جريس بدور كيم ابنة برايان
- ليلاند أورسر[5] بدور سام
- جون غريز as Mark Casey
- د. بي. سويني as Bernie Harris
- لوك غريمس as Jamie
- أوليفر ريبوردين as Jean-Claude Pitrel
- كيفورك مالاكيان as Inspector Durmaz
- لونيل as Kim's driving instructor
- Alain Figlarz as Suko
- Luran Ahmeti as Hotel Thug #3

## روابط خارجية
- تيكن 2 على موقع IMDb (الإنجليزية)
- تيكن 2 على موقع ميتاكريتيك (الإنجليزية)
- تيكن 2 على موقع روتن توميتوز (الإنجليزية)
- تيكن 2 على موقع نتفليكس (الإنجليزية)
- تيكن 2 على موقع قاعدة بيانات الأفلام العربية
- تيكن 2 على موقع ألو سيني (الفرنسية)
- تيكن 2 على موقع Turner Classic Movies (الإنجليزية)
- تيكن 2 على موقع أول موفي (الإنجليزية)
- تيكن 2 على موقع بوكس أوفيس موجو (الإنجليزية)
- تيكن 2 على موقع فيلمافينيتي (الإسبانية)